# Elmaubach
Der Elmaubach ist ein Fließgewässer im Ammergebirge in Oberbayern, das in die Linder mündet und damit zum Flusssystem der Amper gehört.

## Geographie

### Verlauf
Das Quellgebiet des Bachs liegt an den westlichen Ausläufern des Hirschbichel, eines Bergs in der Kramergruppe der Ammergauer Alpen, auf einer Höhe von etwa 1275 m ü. NHN. Er fließt von dort aus im Wesentlichen nach Norden durch das Elmautal, das die Kramergruppe und die Kreuzspitzgruppe voneinander trennt, in das Graswangtal.
Auf einer Höhe von etwa 960 m ü. NHN mündet der aus dem Tal zwischen Kuchelberg und Friederberg kommende Kuchelbach, der größte Zufluss des Elmaubachs, von links in diesen. Ab hier bildet das Bachbett größtenteils ein breites Kiesbett, Elmaugries genannt.
Auf der Talsohle des Graswangtals unterquert der Elmaubach die durch das Tal verlaufende Staatsstraße 2060 nach Norden und mündet kurz danach auf einer Höhe von 894 m ü. NHN in die Linder.

### Zuflüsse
- Enninglahne (rechts)
- Karlegraben (links)
- Kiengraben (rechts)
- Stellwandgraben (rechts)
- Kuchelbach (links)
- Kieneckgraben (rechts)